# Lago Schwaltenweiher
El lago Schwaltenweiher (en alemán: Schwaltenweiher) es un lago situado entre las ciudades de Seeg y  Rückholz, en la región administrativa de Suabia —cerca de la frontera sur con Austria—, en el estado de Baviera (Alemania), a una elevación de  metros; tiene un área de  hectáreas. Se encuentra sobre la ladera norte de los Alpes.

## Historia
Maximiliano I de Habsburgo (1459-1519) se estableció durante un tiempo a un lado de este lago para pescar y cazar aves acuáticas; el establecimiento creado por este emperador, fue destruido durante la Guerra de los Treinta Años para evitar que cayese en manos de los suecos. El lago es privado, y ha tenido diferentes dueños, algunos de ellos han sido: Theodor Heuss, Horst Köhler y Theo Waigel.